# Ermin Jazvin
Ermin Jazvin (Mostar, 12 marzo 1980) è un ex cestista bosniaco.

## Carriera
Con la Bosnia ed Erzegovina ha disputato i Campionati europei del 2011.